# 原田英生
原田 英生（はらだ ひでお、1949年- ）は、日本の経済学者。専攻は流通経済、流通政策。前流通経済大学経済学部経済学部長・教授、元日本商業学会会長。埼玉県大宮市（現・さいたま市）出身。

## 経歴
- 1974年 東京大学理学部卒業
- 1974年 財団法人流通経済研究所 勤務。後に、同研究所主任研究員。（流通経済の研究において田島義博に師事）
- 1981年 財団法人外食産業総合調査研究センター主任研究員
- 1983年 流通経済大学経済学部専任講師
- 1985年 流通経済大学経済学部助教授
- 1989年 ペンシルベニア大学客員教授
- 1991年 流通経済大学経済学部教授
- 2006年 日本商業学会会長[1]
- 2012年 流通経済大学経済学部長
- 2020年 流通経済大学を退任

## 著書
【編著】
- 『ゼミナール流通入門』（日本経済新聞社、1997年）

【単著】
- 『アメリカの大型店問題―小売業をめぐる公的制度と市場主義幻想』（有斐閣、2008年）
- 『ポスト大店法時代のまちづくり―アメリカに学ぶタウン・マネージメント』（日本経済新聞社、1999年）

【共著】
- 『ベーシック流通と商業―現実から学ぶ理論と仕組み』（有斐閣、2002年）
- 『規制緩和―流通の改革ヴィジョン』（日本放送出版協会、1994年）

## 論文
- 『進む分権化と大型店問題-東北地方の事例を中心に』（「流通研究」（日本商業学会）、2007年）
- 『わが国のまちづくりにおける問題と今後のあり方--アメリカとの比較を通して』（「運輸と経済」、（財団法人 運輸調査局）、2006年）
- 『アメリカにおける大規模小売をめぐる諸問題（その1～その9）』（「流通情報」（財団法人 流通経済研究所）、2004年）
- 『アメリカにおける都市と商業に関する思潮と政策』（「経済地理学年報」（経済地理学会）、1996年）
- 『青果物流通の情報システム化における問題と方向性』（「流通問題研究」（流通経済大学流通問題研究所）、1990年）
- 『卸売市場制度の再検討』（「季刊 消費と流通」、日本経済新聞社、1987年）
- 『地方都市における青果物市場の再編と中央卸売市場-自治体の市場政策 生鮮食品流通を中心として』（「都市問題」、東京市政調査会、1987年）

他多数

## 講演・シンポジウム等
- 『まちづくり三法とまちづくりの動きについて』（「全国中小小売商サミット」（全国中小小売商団体連絡会）、2005年）
- 『コンパクトなまちづくりの実現を目指して』（北海道商工会議所連合会、2004年））
- 『アメリカに学ぶタウンマネージメント』（社団法人 流通問題研究会、1999年）
- 『「21世紀を拓くまちづくり」タウンマネージメント・フォーラム』（タウンマネージメント推進協議会、1999年）
- 『アメリカに学ぶポスト大店法時代のまちづくり』（財団法人 岐阜県産業経済研究センター、1999年）

他多数

## 公的な職務（過去のものを含む）
- 「社会資本整備審議会，建築分科会」委員（国土交通省）
- 「中心市街地再生のためのまちづくりのあり方に関する研究アドバイザリー会議」委員（国土交通省）
- 「中小企業政策審議会，商業部会」委員（中小企業庁）
- 「中央酒類審議会」臨時委員（国税庁）
- 「東京都公衆浴場対策協議会」委員（東京都）
- 「岩手県中心市街地活性化懇談会」特別委員（岩手県）
- 「八戸市商業アドバイザリー会議」委員（青森県八戸市）
- 「街なか再生NPO助成金」選考委員（財団法人 区画整理推進機構）

など